# Mikkel Rasmussen (læge)
 For alternative betydninger, se Mikkel Rasmussen. (Se også artikler, som begynder med Mikkel Rasmussen)
Mikkel Rune Vossen Rasmussen (født 14. august 1979 i Thisted) er en dansk læge og politiker.
Rasmussen er uddannet læge ved Syddansk Universitet i 2006 og blev speciallæge i psykiatri i 2014. Han er også uddannet akutlæge og har blandt andet været praktiserende læge. Han startede 1. maj 2020 som ledende overlæge på psykiatrisygehuset i Vejle. Indtil 2020 var Rasmussen overlæge ved Klinik for Depression og Mani i Århus. Rasmussen er næstformand i Dansk Psykiatrisk Selskab.
Han var i 2017 med til at stifte partiet Psykiatri-Listen hvis mærkesag er at forbedre forholdene i psykiatrien, og blev ved regionsrådsvalget 2017 indvalgt for partiet i regionsrådet for Region Midtjylland. Rasmussen var opstillet som nummer 10 på Psykiatri-Listens liste ved regionsrådsvalget, men sprængte listen med 3.565 personlige stemmer. Han udtrådte af regionsrådet i 2020 i forbindelse med ansættelsen som ledende overlæge i Vejle. Rasmussen har været meget aktiv i debatten om psykiatrien.